# Leonardo Fabbri
Leonardo Fabbri (né le 15 avril 1997 à Bagno a Ripoli) est un athlète italien, spécialiste du lancer du poids. Il devient vice-champion du monde en 2023 à Budapest.

## Biographie

### Débuts
Le 18 février 2018, il remporte le titre en salle italien avec 19,17 m, puis il termine 3e chez les espoirs de la Coupe d'Europe des lancers 2018. Le 14 juillet 2018, il porte à Leiria son record personnel, également encore national espoirs, à 20,07 m, record qu’il porte à 20,20 m le 26 janvier 2019 à Vienne, puis à 20,69 m pour remporter le titre national en salle à Ancône le 17 février 2019.
Le 26 mai 2019, il bat le record national espoirs à Castiglione della Pescaia en 20,45 m, qu’il porte à 20,52 m à Ferrare en juin 2019. Le 12 juillet 2019, il remporte la médaille d’argent des championnats d’Europe espoirs en 20,50 m, à 2 cm de son record, loin derrière Konrad Bukowiecki.
Il se classe 7e des championnats d'Europe à Munich avec un lancer à 20,72 m.

### Vice-champion du monde (2023)

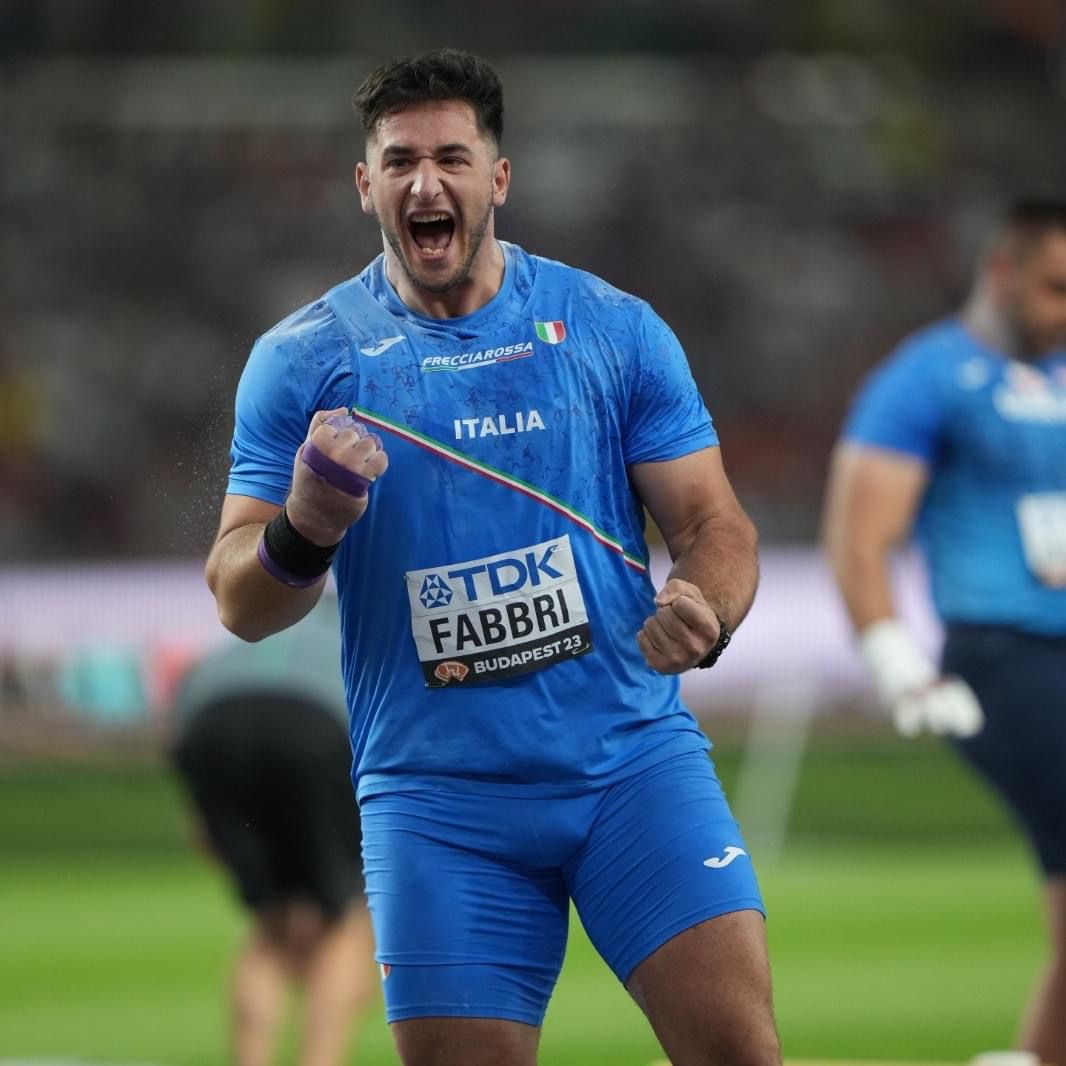
Leonardo Fabbri lors des championnats du monde 2023.

Aux championnats du monde de Budapest en août 2023, il crée la surprise lors de la finale du poids en lançant à 22,34 m, nouveau record personnel. Cette marque lui permet de décrocher la médaille d'argent derrière le recordman du monde américain Ryan Crouser.
Il se classe troisième des championnats du monde en salle 2024 à Glasgow, derrière Ryan Crouser et Tomas Walsh. Le 1er mai 2024 à Modène, Leonardo Fabbri atteint la marque de 22,88 m et devient le septième meilleur performeur de tous les temps au lancer du poids, échouant à 3 cm du record d'Italie d'Alessandro Andrei. Le 15 mai 2024 au meeting de Savone, il améliore de 7 cm cette marque en 22,95 m, devenant le cinquième meilleur performeur de tous les temps au poids et le nouveau détenteur du record d'Italie,.

## Palmarès

### International
| Date | Compétition                    | Lieu      | Résultat | Marque  |
| ---- | ------------------------------ | --------- | -------- | ------- |
| 2017 | Championnats d'Europe espoirs  | Bydgoszcz | 7e       | 19,12 m |
| 2018 | Jeux méditerranéens            | Tarragone | 12e      | 17,72 m |
| 2019 | Championnats d'Europe espoirs  | Gävle     | 2e       | 20,50 m |
| 2022 | Championnats d'Europe          | Munich    | 7e       | 20,72 m |
| 2023 | Championnats du monde          | Budapest  | 2e       | 22,34 m |
| 2024 | Championnats du monde en salle | Glasgow   | 3e       | 21,96 m |
| 2024 | Championnats d'Europe          | Rome      | 1er      | 22,45 m |
| 2024 | Jeux olympiques                | Paris     | 5e       | 21,70 m |

### National
- Championnats d'Italie d'athlétisme :
  - Vainqueur en 2019, 2020, 2023 et 2024
- Championnats d'Italie d'athlétisme en salle :
  - Vainqueur en 2018, 2019, 2020, 2021 et 2023

## Records
| Épreuve         | Épreuve   | Marque       | Lieu   | Date            |
| --------------- | --------- | ------------ | ------ | --------------- |
| Lancer du poids | Plein air | 22,95 m (NR) | Savone | 15 mai 2024     |
| Lancer du poids | En salle  | 22,37 m      | Liévin | 10 février 2024 |